# Гильом III (граф Перигора)
Гильом III Талейран (фр. Guillaume Talairand de Périgord; ум. 1115) — граф Перигора.
Сын Эли III. Второй представитель рода, носивший имя Талейран, которое, вероятно, изначально было прозвищем.
В нескольких документах, начиная с 1104/1107 года, упоминается в качестве графа Перигора вместе с дядей — Одбером III, и братом — Эли Руделом.
Имя жены не известно. Дети:
- Эли IV Талейран (ум. после 1131), граф Перигора,
- сын, упоминается в 1120 г. как брат Эли IV.